# 三保ダム
三保ダム（みほダム）は、神奈川県足柄上郡山北町神尾田字尾崎地先、二級水系酒匂川水系河内川に建設されたダムである。ダムの維持管理は、神奈川県企業庁が行っている。

## 沿革
神奈川県西部を流れる酒匂川は複数県に流域が跨っているが、二級水系である為河川改修は各自治体により実施されていた。神奈川県では「中小河川改修工事」の一環として酒匂川の改修工事を実施していたが、小田原市を始めとする中下流域は東名高速道路・東海道新幹線の開通を機に急速に宅地化が進行し、従来の河川改修では流域の安全性に疑問が出てくるようになった。同時に人口増加によって水需要は急激に増加の一途を呈する様になっており、従来相模川水系の相模ダム・城山ダムに上水道を頼っていた横浜市・横須賀市・川崎市においては供給が需要に追いつかない状況となった。加えて厚木市・小田原市などの人口増加で湘南地域・箱根地域の水需要も急増していて、新たな水源確保は急務となっていた。
こうした経緯から比較的開発が進んでいない酒匂川水系がクローズアップされ、1969年（昭和44年）より神奈川県企業庁によって補助多目的ダム事業として、三保ダムの建設が計画された。

## 目的
ダムは当初「酒匂ダム」という名称で計画されていた。酒匂川水系最大の支流である河内川の中流部、当時取水ダムがあった場所に計画された。型式は中央土質遮水壁型ロックフィルダム。高さは計画当初100.0mであったが後に95.0mと5.0m低減させた。特徴としては、ロックフィルダムとしては異例とも言える5門のゲート（水門）を有する洪水吐きの存在であり、これだけの大規模な洪水吐きを有するロックフィルダムは、全国的に稀少である。
目的は酒匂川沿岸の洪水調節、神奈川県全域への上水道供給、認可出力7,000キロワット（現在7,400キロワット）の水力発電である。ダム建設によって223世帯の住居が水没する計算になったが、完成前に水没住民より地名を残して欲しいという要望があり、事業者である神奈川県も要望を受け入れ、ダム名を「酒匂ダム」から湖底に沈む三保村に因み「三保ダム」へと変更した。ダムは1978年（昭和53年）に完成し、以後神奈川県の水がめとして重要な役割を担っている。
なお、1975年（昭和50年）時点では、東京電力による三保ダムを利用した揚水発電を行う計画があった。これはダム湖に注ぐ世附川に堤高120.0mのロックフィルダムである「神尾田ダム」を建設して上部調整池とし、三保ダムを下部調整池とすることで認可出力900,000kWの揚水発電を行うというものであった。だがこの「神尾田発電所計画」は中止となっている。

## 丹沢湖

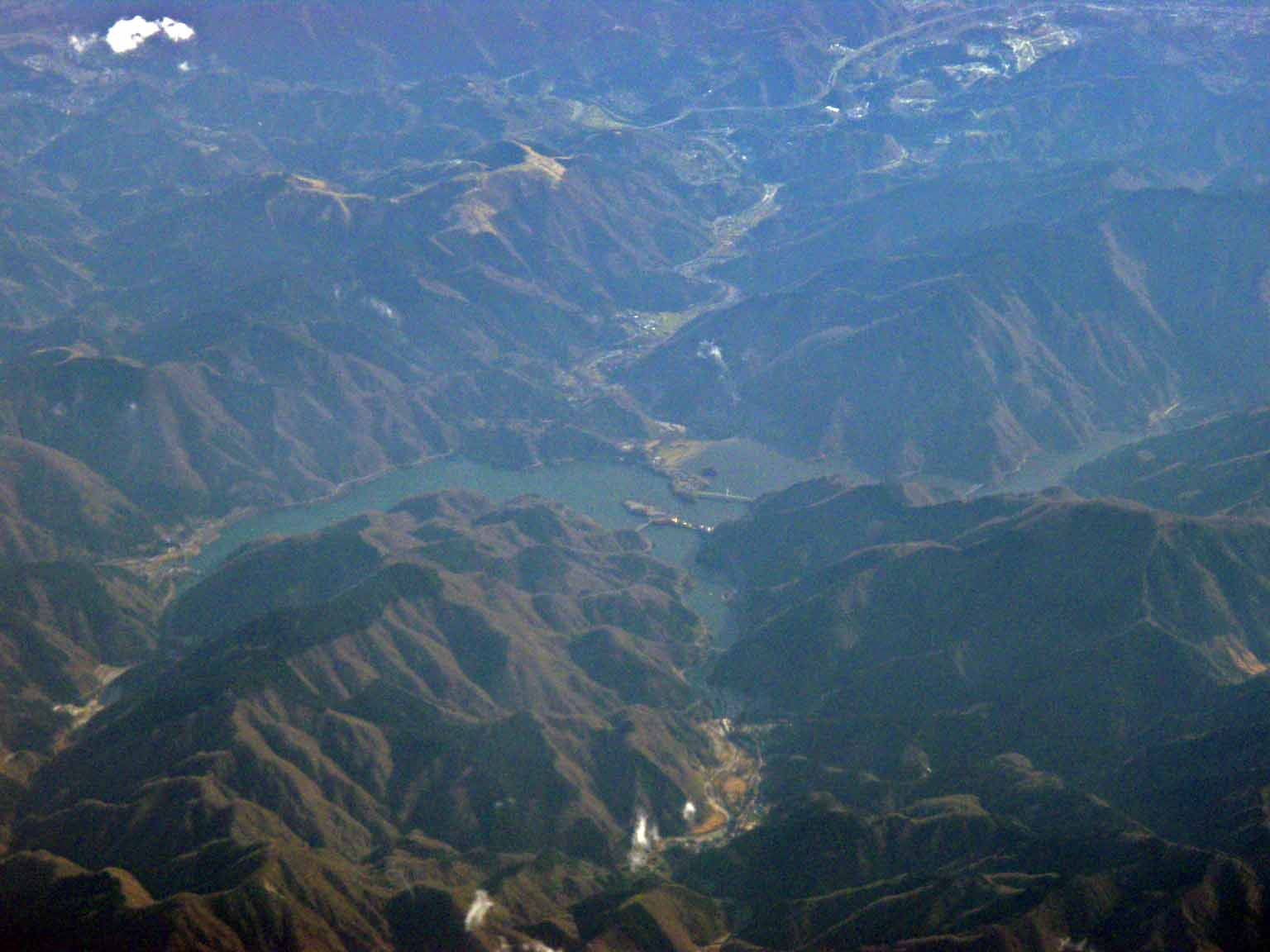
ダム湖全景（北側から空撮）

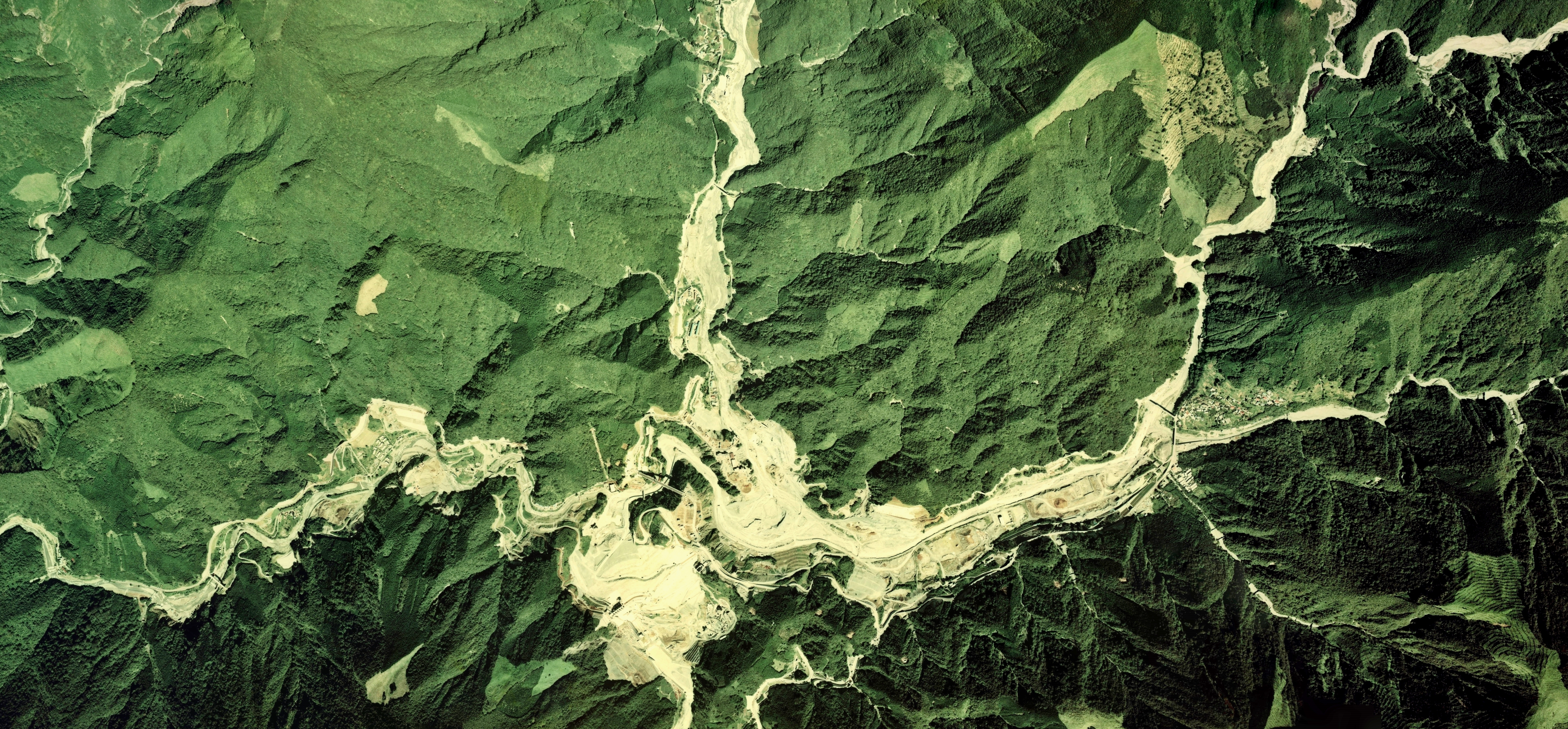
竣工前年の1977年に撮影された三保ダム周辺の空撮写真。造成工事が進み水没予定範囲が裸地になっている。
なお、この写真は4枚の写真を合成したものである。

ダムによってできた人造湖は、所在地が丹沢山系にあることから「丹沢湖」と命名された。丹沢大山国定公園に指定されており、四季を通じて多くの観光客や釣り客が訪れる神奈川県内有数の観光スポットである。2005年（平成17年）には財団法人ダム水源地環境整備センターの選定する「ダム湖百選」に、山北町からの推薦を受け選ばれている。交通アクセスは、丹沢湖南側の東名高速道路（大井松田インターチェンジ）から国道246号経由で清水橋交差点から神奈川県道76号山北藤野線を北上すると約15分で到着する。一方、西側の山中湖方面は通行止、北側の道志村方面と東側の松田町寄（やどりぎ）に抜ける林道も現在一般車両の通行が制限されており、実質丹沢湖へアクセスするには南側からしか通ることができない。そのため、丹沢山地・丹沢湖周辺を横断・縦断することができない状態が続いている。

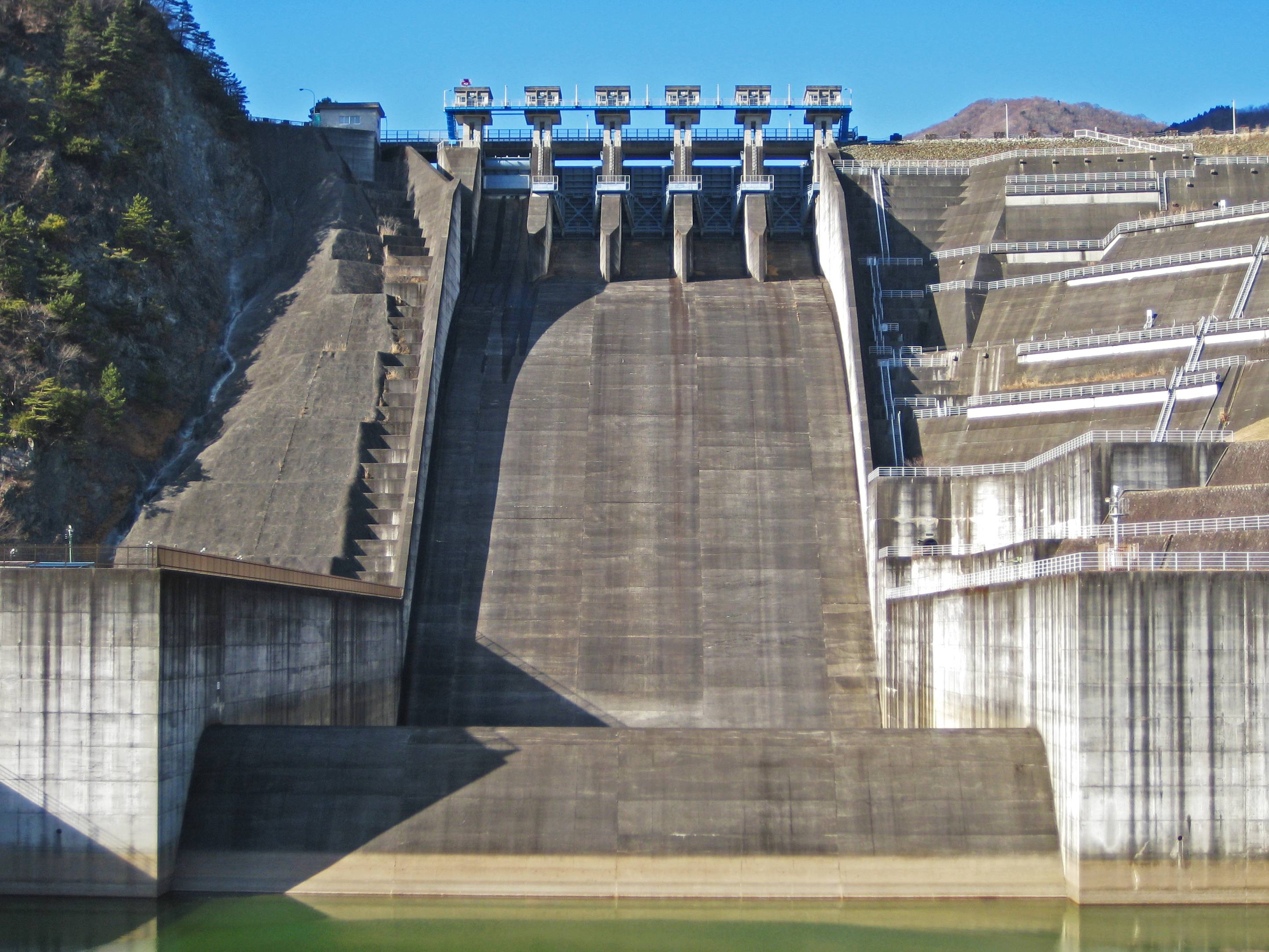
洪水吐
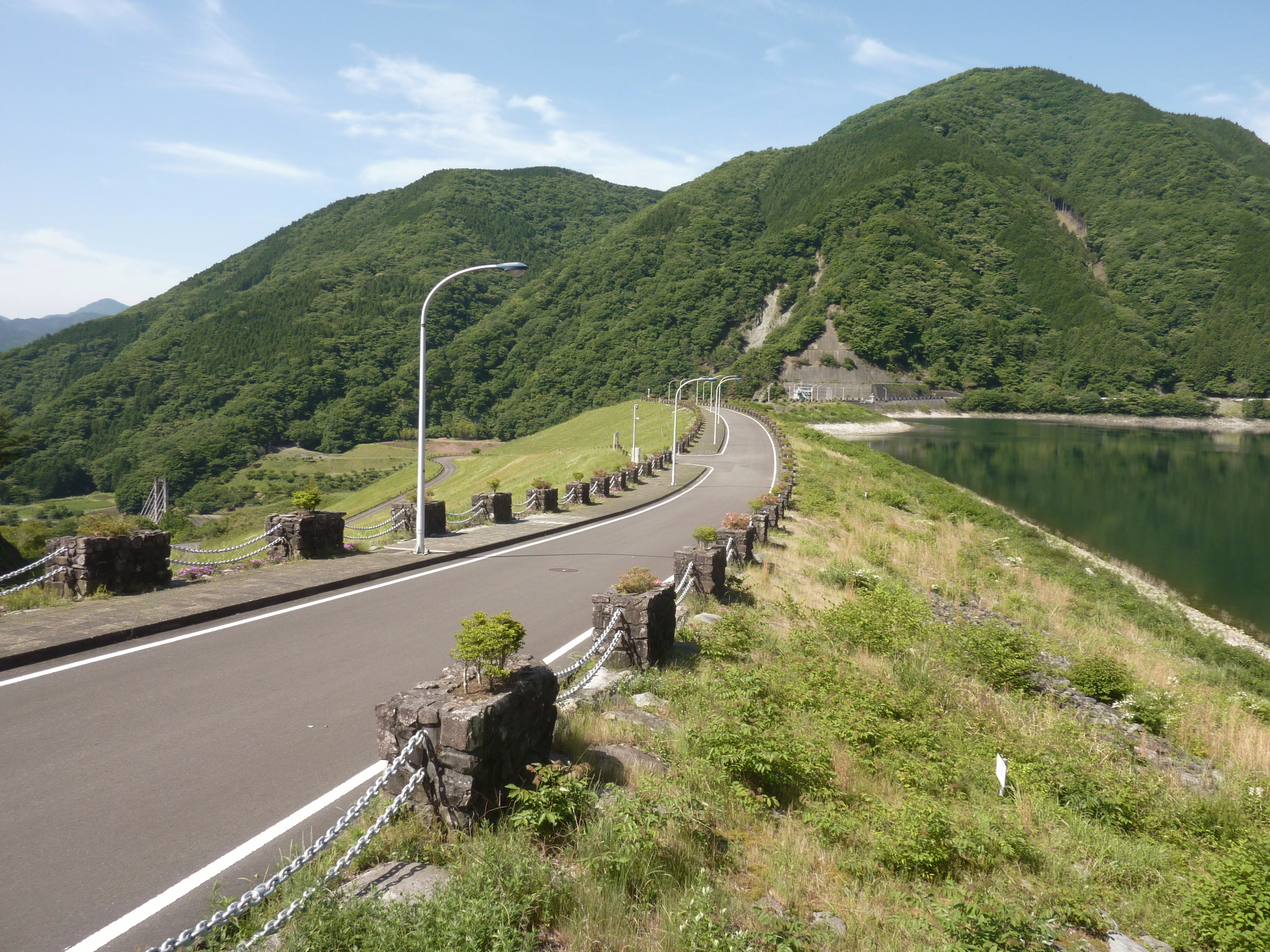
天端
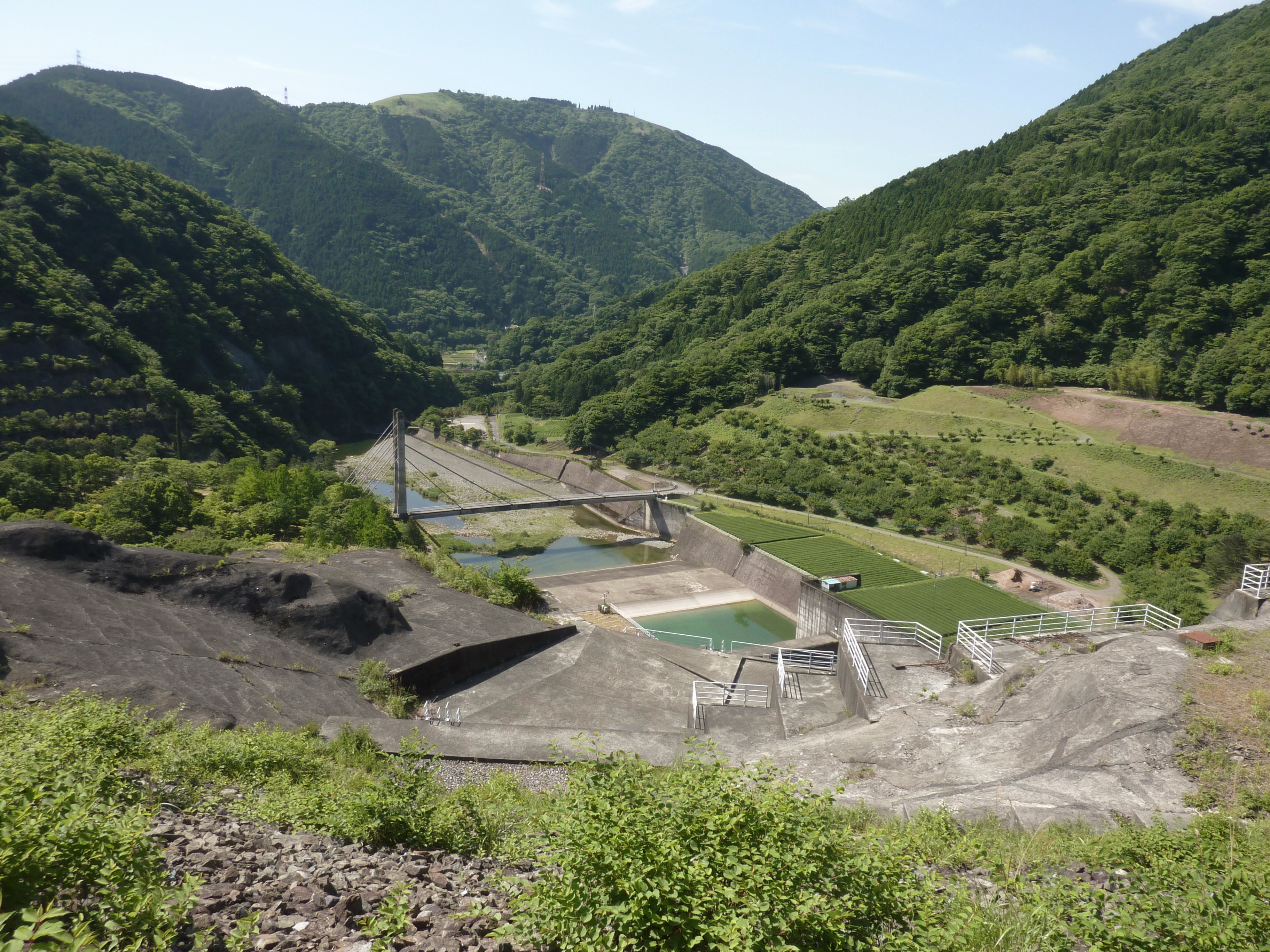
天端より下流側を望む。奥の山は大野山
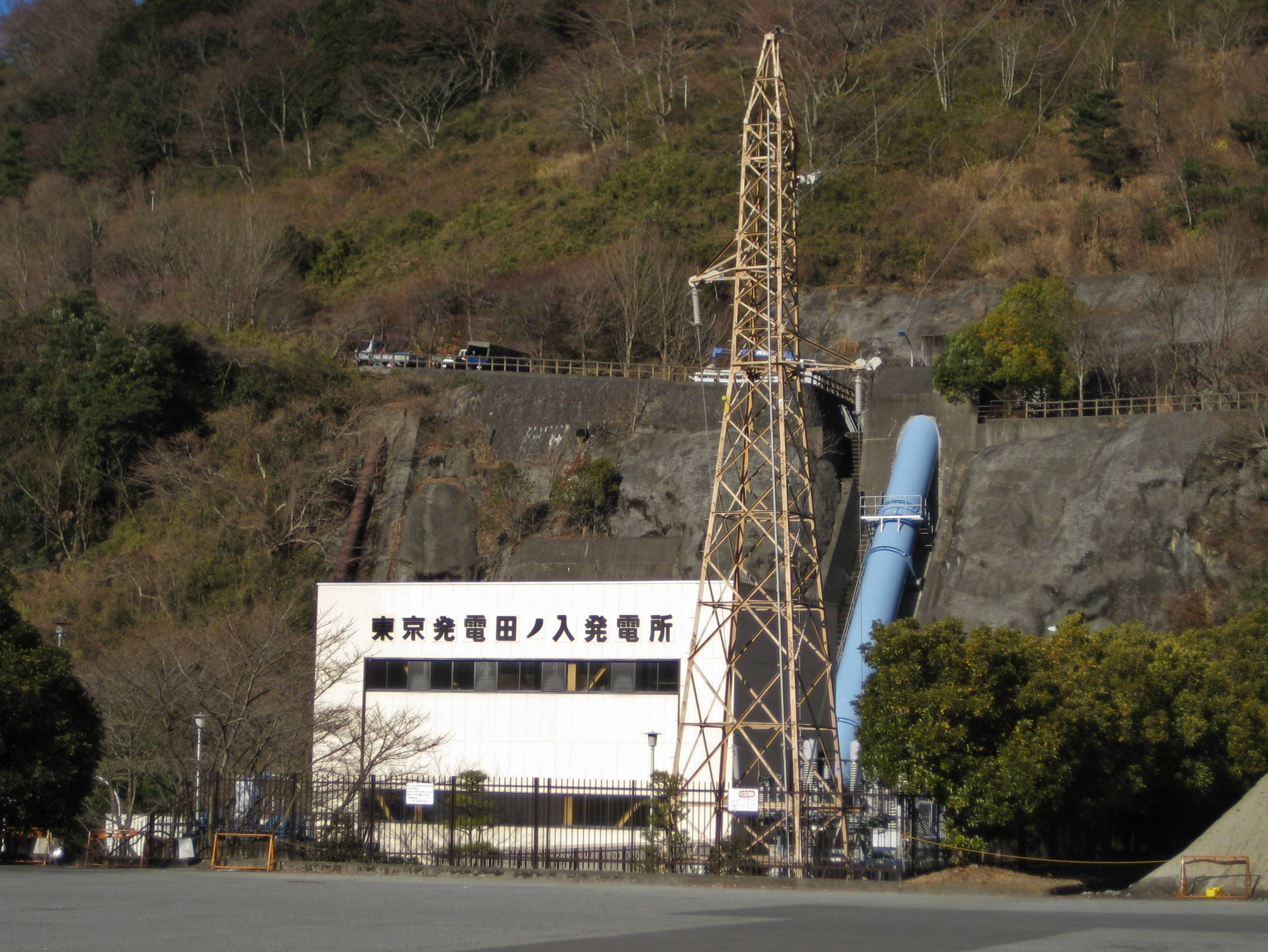
田ノ入発電所